# Villegusien-le-Lac

Villegusien-le-Lac este o comună în departamentul Haute-Marne din nord-estul Franței. În 2009 avea o populație de 723 de locuitori.

## Evoluția populației
| An        | 1975 | 1982 | 1990 | 1999 | 2006 | 2009 |
| --------- | ---- | ---- | ---- | ---- | ---- | ---- |
| Populație | 628  | 670  | 640  | 669  | 712  | 723  |